# Anthelephila kumbaensis
Anthelephila kumbaensis es una especie de coleóptero de la familia Anthicidae.

## Distribución geográfica
Habita en Nigeria.